# Villa Medicea di Lilliano

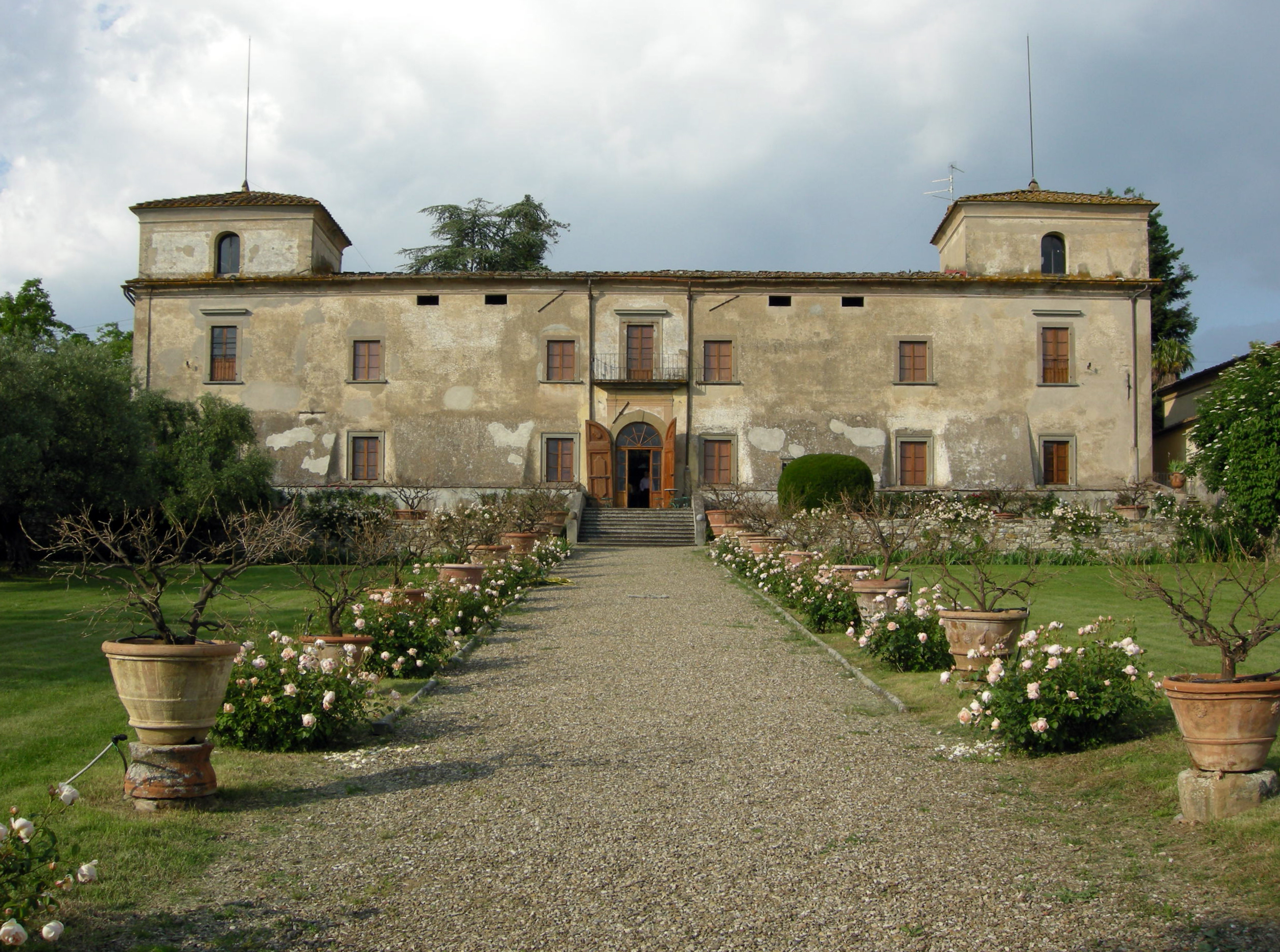
Fachada da Villa Medicea di Lilliano.

A Villa Medicea di Lilliano é um palácio italiano que se encontra no território comunal de Bagno a Ripoli, não muito afastada da Villa Medicea di Lappeggi.

## História

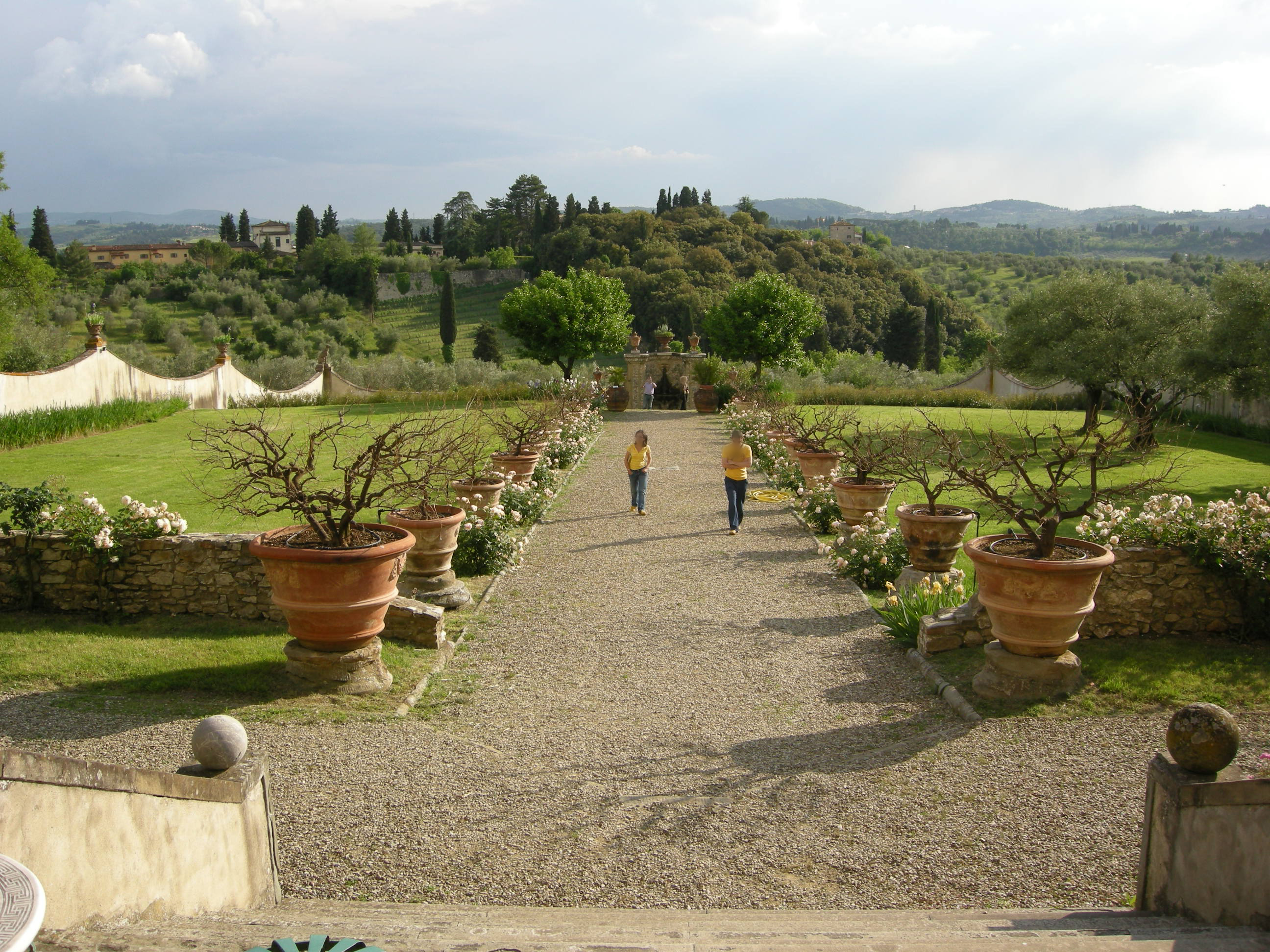
Jardins da Villa Medicea di Lilliano.

A estrutura foi edificada no início do século XV pela família Giannelli, que a vendeu no final desse mesmo século aos Grão-duques da Toscânia. No decorrer do século XVI, a villa foi cedida a um ramo secundário da Família Médici e, em 1646, foi adquirida pelo Grão-duque Fernando II para ampliar a vizinha herdade de Lappeggi, da qual passou a fazer parte.
A villa de Lilliano foi usada como pousada para os hóspedes mais ilustres, que por aqui passavam durante os faustosos banquetes da Villa Medicea di Lappeggi.
Esta villa, sede duma exploração agrícola, não é visitável pelo público.